# Ho scritto una canzone/Se c'è un perché/L'amo/Chitarra mia
Ho scritto una canzone/Se c'è un perché/L'amo/Chitarra mia è un 45 giri del cantante italiano Carlo Savarese pubblicato nel 1970 dalla casa discografica New Star Records.

## Tracce
1. Ho scritto una canzone
2. Se c'è un perché
3. L'amo
4. Chitarra mia